# Borneosicyos
Borneosicyos là một chi thực vật có hoa trong họ Cucurbitaceae.

## Loài
Chi Borneosicyos gồm các loài: